# ویلیام کاهان
ویلیام کاهان (انگلیسی: William Kahan؛ زادهٔ ۵ ژوئن ۱۹۳۳) یک ریاضیدان و دانشمند علوم رایانه کانادایی است که در سال ۱۹۸۹ جایزه تورینگ را به دلیل "مشارکت اساسی خود در تجزیه و تحلیل عددی" دریافت کرد،  در سال ۱۹۹۴ جایزه انجمن ماشین‌های حسابگر را گرفت، و در سال ۲۰۰۵ به آکادمی ملی مهندسی منصوب شد.

## زندگی‌نامه
او در یک خانواده یهودی کانادایی متولد شد، وی در دانشگاه تورنتو تحصیل کرد و مدرک کارشناسی را در سال ۱۹۵۴، مدرک کارشناسی ارشد را در سال ۱۹۵۶ و پی‌اچ‌دی را در سال ۱۹۵۸ در رشته ریاضیات دریافت کرد.
کاهان معمار اولیه استاندارد IEEE 754-1985 برای محاسبات ممیز شناور، مستقل از ریشه IEEE 854 بود. او را "پدر نقطه شناور" می‌نامند، زیرا او در ساخت مشخصات اصلی IEEE 754 نقش داشت. کاهان به کمک‌هاو پشتیبانی خود در بازنگری IEEE 754 که منجر به استاندارد فعلی IEEE 754 شد، ادامه داد.
در دهه ۱۹۸۰ او برنامه "پارانویا" را توسعه داد، معیاری که طیف گسترده‌ای از اشکالات ممیز شناور را آزمایش می‌کند.